# Brestovany
Brestovany jsou obec na Slovensku v okrese Trnava, 7 km východně od Trnavy. V roce 2020 zde žilo přes 2 500 obyvatel.
Název obce je odvozen od stromu jilm, který v minulosti rostl v jejím okolí ve velkém množství. Významnými budovami jsou nově zrekonstruovaná budova základní školy, která se nachází v prostorách zámečku, dále je to římskokatolický kostel sv. Jana Křtitele, postavený v roce 1776 a kaple sv. Martina, datována od roku 1767.
Podle ostřihomský statutů byla v Brestovanech fara již v roce 1397, tedy i kostel. Vizitace v roce 1561 uvádí, že místní starý kostel i hřbitov jsou v dobrém stavu. Avšak roce 1634 vizitátor konstatoval, že starobylý brestovanský kostel byl v dezolátním stavu. Jde zde pravděpodobně o nejpůvodnější budovu, která zpustla za tureckých vpádů. Zpráva se však může týkat i kostelíka na malobrestovanském hřbitově, i když ho vzpomínala až vizitace z roku 1783 za místního faráře Martina Palsoviče, bernolákovce a člena Slovenského učeného tovarišstva. Budova fary zde stála od roku 1752, ale trnavský patronát roce 1783 schválil rozpočet na novou faru, kterou místní kněží používali do nedávné minulosti.
Zámeček byl v minulosti obydlený hrabaty Wielopolskými, jejichž častým hostem byl polský skladatel Fryderyk Chopin.

## Galerie

Brestovany
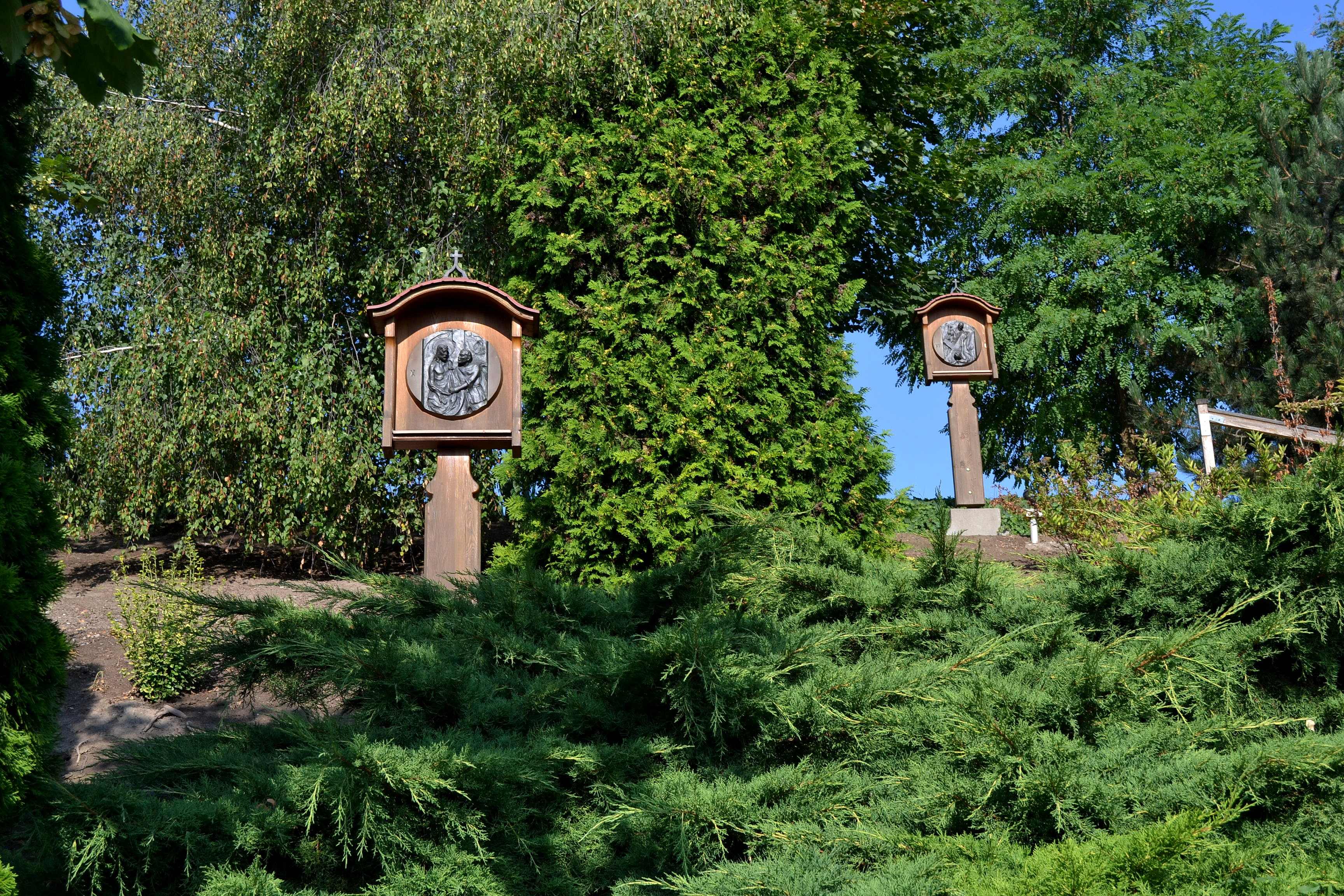
Křížová cesta
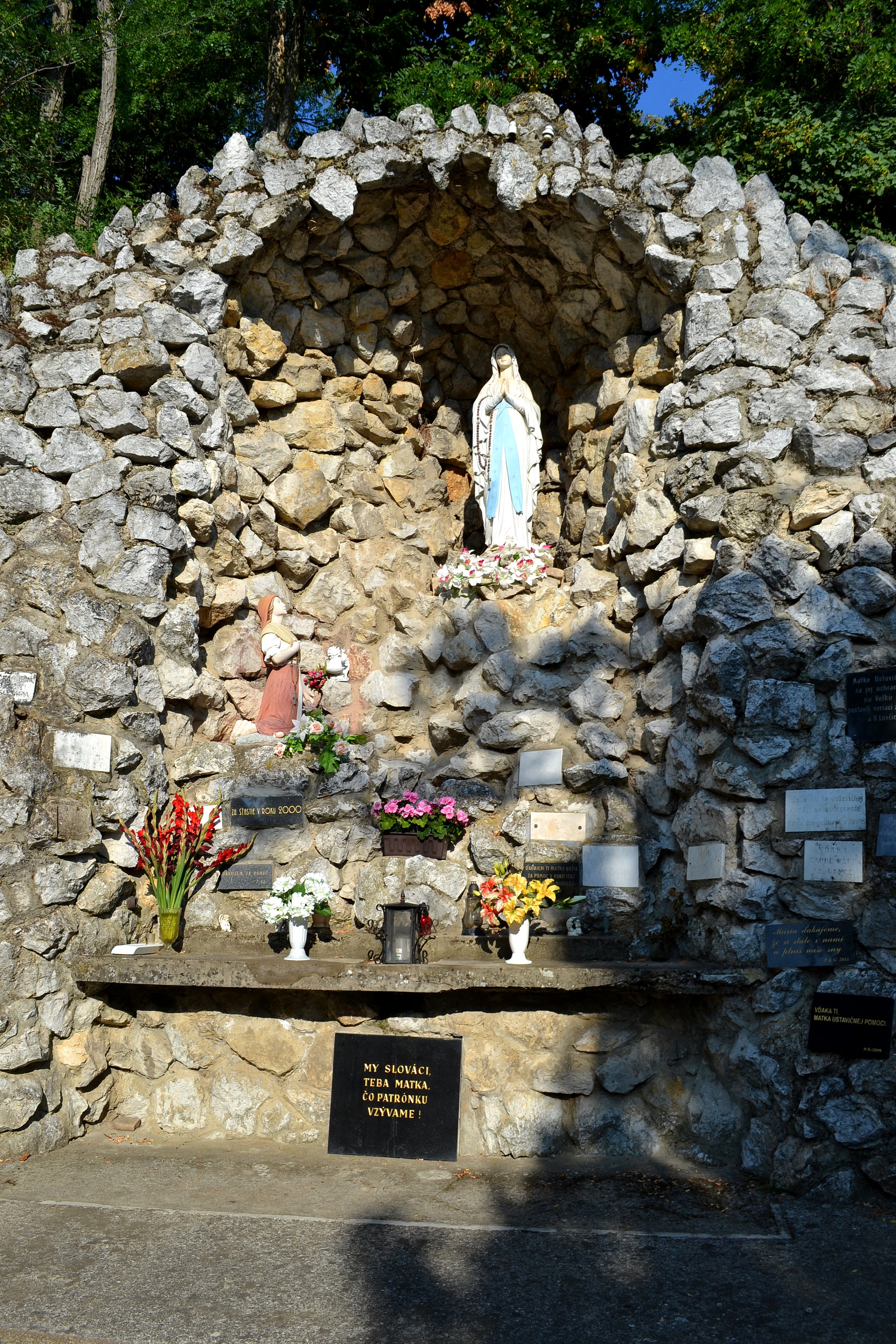
Jeskyně za kostelem
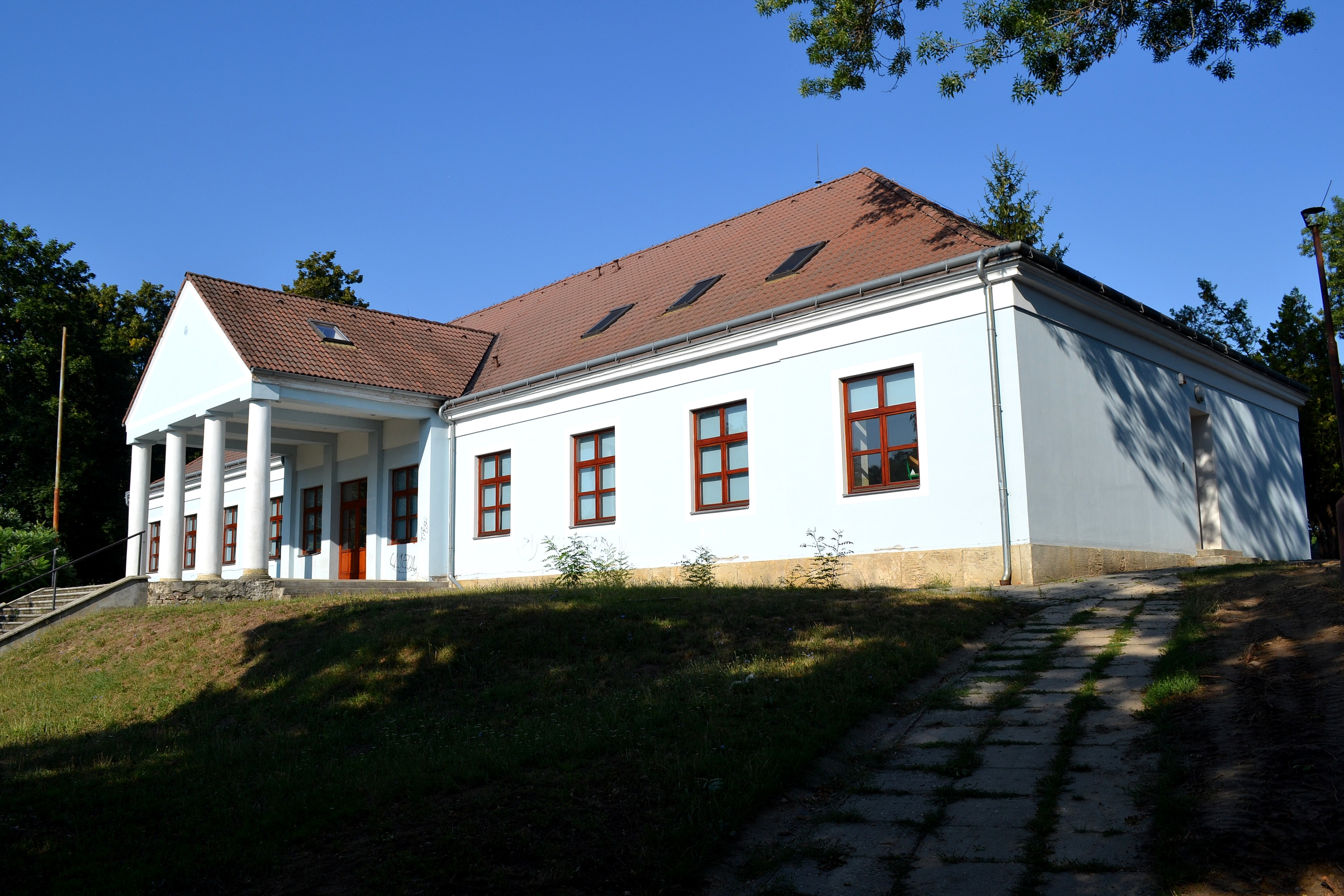
Zámek z roku 1826
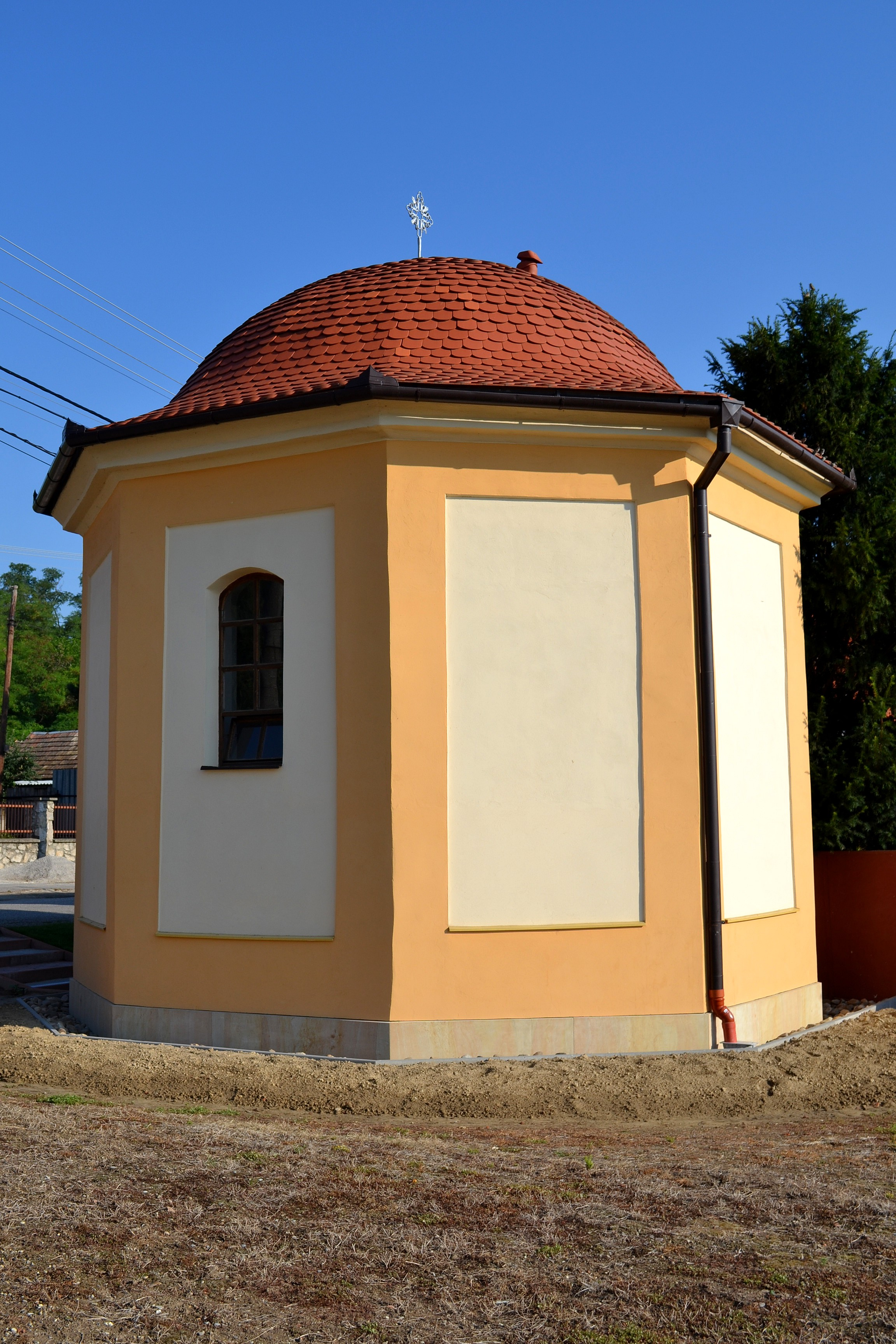
Barokní kaplička sv. Martina
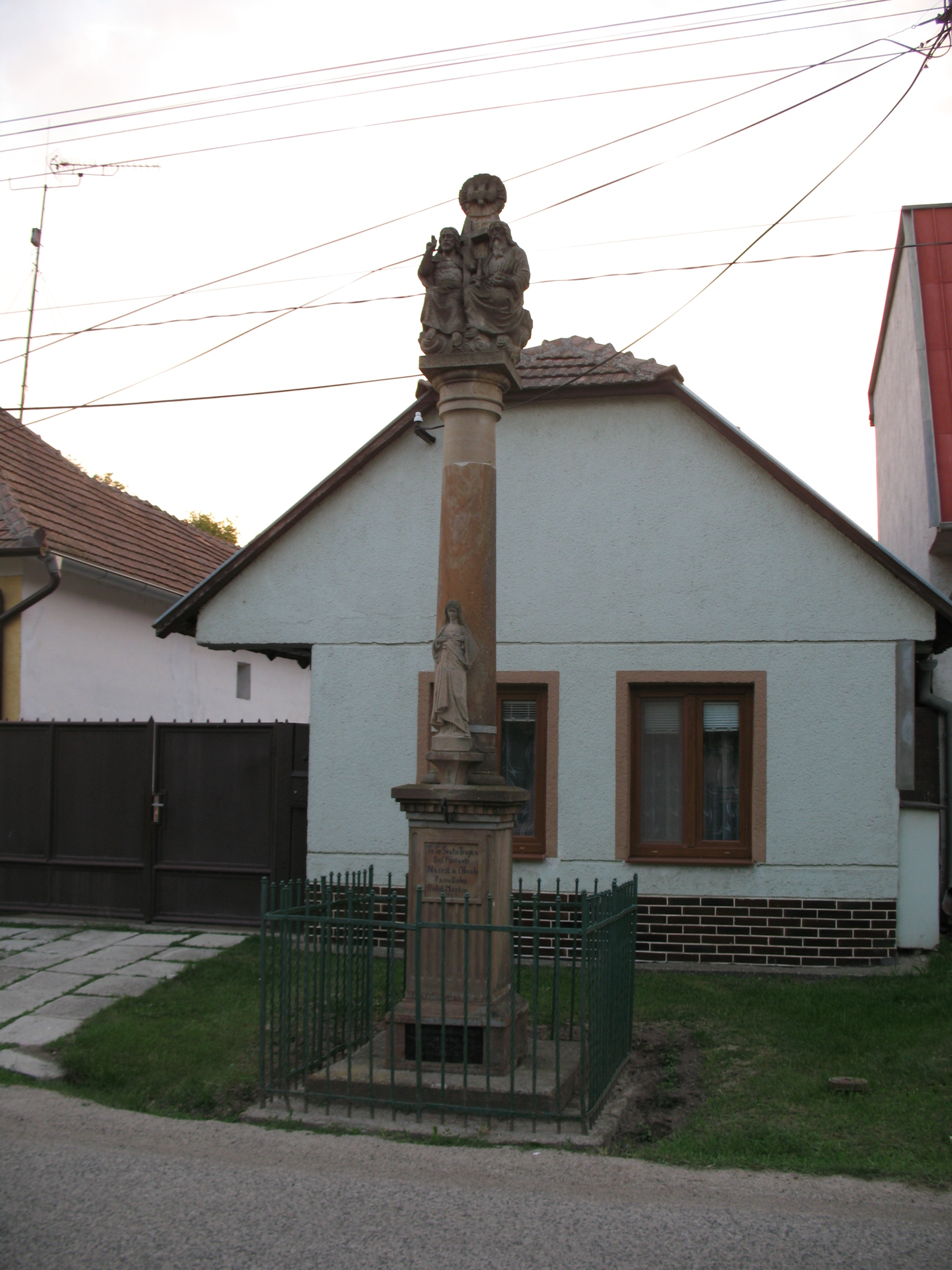
Stavení

## Osobnosti
- Jožo Nižnánsky (1903–1976), básník a spisovatel
- František Nižnánsky (1911–1967), epizootolog, organizátor laboratorní diagnostiky
- Jozef R. Nižnanský (1925–1996), jazykovědec, historik, publicista